# Kenneth Arrow
Pour les articles homonymes, voir Arrow.
Kenneth Joseph Arrow, né le 23 août 1921 à New York et mort le 21 février 2017 à Palo Alto, est un économiste américain.
Il est co-titulaire, avec John Hicks, du prix de la Banque de Suède en 1972. Il est considéré comme l'un des fondateurs de l'École néoclassique moderne (c'est-à-dire post-Seconde Guerre mondiale).
L'impact des travaux de Kenneth Arrow a été significatif en sciences économiques. Pendant plus de cinquante ans, il est un des économistes les plus influents dans cette discipline. Sa notoriété est liée à ses contributions à des domaines variés: la théorie du choix social (en particulier son théorème d'impossibilité), la théorie de la croissance endogène, l'économie de l'information ainsi que la théorie de l'équilibre général. Il a initié en économie, le concept de l'apprentissage par l'action (learning by doing). Les individus sur le marché deviennent de plus en plus rationnels en échangeant car ils apprennent (de leurs erreurs), d'où les coordinations possibles. Il avance la notion d'effet d'expérience pour expliquer le changement technique au sein de la théorie néoclassique.
Kenneth Arrow a prouvé mathématiquement la généralité du paradoxe de Condorcet avec son « théorème d'impossibilité », formulé en 1951 et a ainsi bâti l'un des piliers de la théorie du choix social. Pour Kenneth Arrow, la crise économique de 2008 fut en partie causée par l'asymétrie entre distribution du risque et distribution de l'information.

## Biographie

### Jeunesse
Arrow est né le 23 août 1921 à New York, au sein d'une famille juive ashkénaze. Sa mère Lilian Greenberg était de Iași en Roumanie et son père Harry Arrow d'une ville proche, Podu Iloaiei,. Sa sœur est Anita Summers. Sa famille l'a fortement encouragé à faire des études. D'abord socialiste dans sa jeunesse, la Grande Dépression l'en éloigne ; il conserve malgré tout une philosophie de gauche.
Il étudie d'abord à la Townsend Harris High School puis passe sa licence en sciences sociales spécialité mathématiques au City College of New York en 1940. Il envisage de devenir professeur de mathématiques mais le secteur est  saturé. Il voudrait devenir actuaire. Il essaye alors d'intégrer la section mathématiques de Columbia pour suivre les cours d'Harold Hotelling. Lorsqu'il demande à ce dernier une lettre de recommandation pour une bourse, ce dernier lui répond qu'il ne peut pas l'aider dans la section mathématiques mais que la situation est différente dans la section économie. Ce qui fit dire plus tard à Arrow quand « Les gens me demandent comment êtes-vous arrivé à l'économie ? » je réponds « j'ai été acheté. »,. Après Pearl Harbor, il rejoint l'armée et sert de 1942 à 1946 comme officier météorologique dans l'US Air force.

### Carrière universitaire
En 1946 il revient à l'université de Columbia où il bénéficie d'une bourse et en 1947, il devient associé de recherche à la Cowles Commission for Research in Economics, à l'université de Chicago. En même temps, il devient professeur auxiliaire dans les sciences économiques à l'université de Chicago. En 1951, il reçoit son Ph.D. de Columbia. Il est expert dans les sciences économiques et professeur de recherche opérationnelle honoraire à l'université Stanford.
Le tournant de sa carrière intervient durant l'été 1948, alors qu'il travaille pour la RAND Corporation à  Santa Monica en Californie où  des théoriciens essaient d'adapter la théorie des jeux à l'étude des relations internationales. Durant une pause, le philosophe Olaf Helmer  lui demande si on pourrait considérer qu'un pays a une fonction d'objectif. Arrow lui répond  que la fonction de bien-être de Bergson-Samuelson répond à sa question. Mais quand il veut mettre sa réponse par écrit, il s'aperçoit  qu'il n'y a pas une méthode capable d'agréger convenablement les préférences. Cela l’amènera à écrire sa thèse qui développera ce qui est maintenant connu comme le thèorème d'impossibilité de Arrow . Lors de la soutenance de sa thèse, les économistes de Columbia qui sont surtout des empiristes  tel Wesley Clair Mitchell alors la figure dominante en économie de cette université, demanderont à un jeune économètre, T.W Anderson, de vérifier les raisonnements mathématiques. À la Cowles Commission à Chicago, il rencontre Selma Schweitzer  qui sera sa femme sa vie durant. En 1949, il quitte l'université de Chicago à la suite notamment de l'arrivée de Milton Friedmann qui juge la Cowles Foundation for Research in Economics keynésienne. Notons que si Arrow était du côté des progressistes, il n'a jamais souscrit aux hypothèses faciles de certains idéalistes de cette tendance.
En 1949, il accepte une offre de l'université de Stanford. Il sera directeur exécutif du département de cette institution de 1953 à 1956, puis de 1962 à 1963. En 1962, il est économiste au comité des conseillers économiques des États-Unis. En 1968, il devient professeur d'économie à l'université Harvard. En 1972, il devient le plus jeune économiste (51 ans) à recevoir le prix Nobel pour ses travaux sur la théorie du bien-être et sur les équilibres généraux de l'économie. Arrow retourne à Stanford en 1979 et devient professeur d'économie de la chaire Joan Kenney. Il prend sa retraite en 1991. En qualité de membre distingué de la Commission Fulbright U.S.-Italie, il enseigne en 1995 l'économie à l'université de Sienne. Il est également membre fondateur de l'académie pontificale des sciences sociales et du conseil d'administration de l'Institut de Santa Fe. À plusieurs moments de sa carrière, il a également travaillé pour le Churchill College de Cambridge.
Cinq de ses anciens étudiants ont reçu le prix Nobel dont Eric Maskin, John Harsanyi, Michael Spence et Roger Myerson. Les archives d'Arrow sont déposées à la bibliothèque Rubenstein de l'université Duke.

### Famille
Arrow est le frère de l'économiste Anita Summers, le beau-frère de Paul Samuelson et l'oncle de l'ancien secrétaire d'État au trésor, également ancien président de Harvard, Larry Summers. En 1947 il épouse Selma Schweitzer, une diplômée en psychothérapie de l'université de Chicago (morte en 2015). Ils ont eu deux enfants : David Michael (né en 1962), acteur, et Andrew Seth (né en 1964),.

## Arrow et la théorie du bien-être

### Le théorème d'impossibilité
L'ouvrage d'Arrow, Social Choice and Individual Values, dérive de sa thèse de 1951.
| « If we exclude the possibility of interpersonal comparisons of utility, then the only methods of passing from individual tastes to social preferences which will be satisfactory and which will be defined for a wide range of sets of individual orderings are either imposed or dictatorial » | « Si nous excluons la possibilité de comparaisons interpersonnelles d'utilité, alors les seules méthodes pour passer des goûts individuels à des préférences sociales satisfaisantes et définies pour un ensemble assez larges de préférences individuelles sont soit imposées soit dictatoriales. » |

Dans ce qu'il nomme le théorème général d'impossibilité, il est impossible de formuler une préférence sociale qui satisfasse les conditions suivantes :
1. Pas de dictature : les préférences d'un individu ne peuvent devenir celle du groupe ;
2. Souveraineté individuelle : chaque individu peut ordonner les choix comme il veut ;
3. Unanimité : si tous les individus préfèrent un choix à un autre, alors le classement du groupe doit suivre ;
4. Indépendance des alternatives non pertinentes : si un choix est supprimé alors l'ordre des autres ne change pas.

Le théorème a des implications pour l'économie du bien-être et les théories de la justice. Il a inspiré le paradoxe libéral d'Amartya Sen selon lequel étant donné un statut donnant un minimum de liberté, il est impossible d'obtenir un optimum de Pareto ou d'éviter le problème d'un choix social neutre mais inégal.

### Théorèmes fondamentaux de l'économie du bien-être
En 1951, Arrow présente les deux théorèmes du bien-être qui lient un certain nombre d'hypothèses sur le fonctionnement économique (concurrence pure et parfaite, homogénéité et continuité des fonctions de production et des fonctions de demande, etc.) et la possibilité d'un état optimum de l'allocation des ressources (optimum de Pareto). Le premier théorème indique que des marchés concurrentiels tendent vers une allocation efficiente des ressources. Si les marchés fonctionnent bien, le résultat sera un optimum de Pareto, c'est-à-dire que personne ne peut faire mieux sans léser quelqu'un. Mais il peut exister plusieurs optimum de Pareto et tous ne sont pas également désirable par la société.

## Arrow et les autres aspects de la théorie économiques

### Théorie de l'équilibre général
En collaboration avec Gérard Debreu, Arrow est le premier à fournir une preuve rigoureuse en 1954 de la possibilité d'existence, sous des conditions précises et extrêmement restrictives, d'un équilibre général de marché. Ce modèle est depuis devenu la version moderne du modèle de concurrence pure et parfaite. Pour ce travail et d'autres contributions, Debreu a obtenu le prix Nobel de 1983.
En 1974, l'American Economic Association a publié un papier écrit par Kenneth Arrow, General Economic Equilibrium: Purpose, Analytic Techniques, Collective Choice, où il constate
| « From the time of Adam Smith's Wealth of Nations in 1776, one recurrent theme of economic analysis has been the remarkable degree of coherence among the vast numbers of individual and seemingly separate decisions about the buying and selling of commodities. In everyday, normal experience, there is something of a balance between the amounts of goods and services that some individuals want to supply and the amounts that other, different individuals want to sell. Would-be buyers ordinarily count correctly on being able to carry out their intentions, and would-be sellers do not ordinarily find themselves producing great amounts of goods that they cannot sell. This experience of balance indeed so widespread that it raises no intellectual disquiet among laymen; they take it so much for granted that they are not supposed to understand the mechanism by which it occurs. » | « Depuis la Richesse des Nations de Smith en 1776, un des thèmes récurrents de l'analyse économique a été le remarquable degré de cohérence parmi un grand nombre d'individus prenant des décisions séparées de vendre et d'acheter. Chaque jour, l'expérience montre qu'il y a quelque chose comme un équilibre entre le montant des biens et services que des individus veulent fournir et le montant que d'autres veulent vendre. Les présumés acheteurs espèrent être capable de concrétiser leurs intentions et les présumés vendeurs ne produisent pas de grande quantité de biens qu'ils ne peuvent pas vendre. L'expérience de l'équilibre est si répandue qu'elle n'entraîne aucune inquiètude parmi les hommes ; ils tiennent tellement cela pour acquis qu'ils ne sont pas supposés comprendre le mécanisme en jeu. » |

Il est à noter que pour lui l'existence d'un équilibre général n'est pas un argument pour adopter le laissez-faire comme chez les plus libéraux. C'est seulement un modèle qui permet de mieux percevoir les inefficiences d'un système de marché dans le monde réel. Sur le plan financier, bien que la conception d'Arrow des titres permettent  d'atteindre une allocation optimale, il tient les hypothèses sous-jacentes à sa démonstration hautement improbables. Il note qu'il manque de nombreuses institutions économiques nécessaires pour faire face à l'incertitude.
À ceux qui comme Deirdre McCloskey (1997) pensent que le modèle Arrow-Debreu  a été un désastre pour l'économie, il répond qu'au contraire  il a conduit à un algorithme permettant de résoudre les problèmes d'équilibre général  qui a été un chose très utile (Damn useful thing) 

### Théorie microéconomique et empirie macroéconomique
Selon lui avoir une théorie c'est disposer d'un modèle qui permet de comprendre ce qui arrive. Si la microéconomie dispose de théories, selon lui en macro-économie, il n'y a que des généralisations empiriques qui tendent à changer assez rapidement. D'une manière générale, il soutient que les mathématiques sont une grande aide pour penser clairement d'autant qu'« il y a des problèmes que l'on ne peut poser de façon cohérente qu'en mathématique »

### Le modèle d'apprentissage par la pratique
Arrow est l'un des précurseurs de la Théorie de la croissance endogène, qui cherche à expliquer les sources du changement technique, une des clés de la croissance économique. Jusqu'à l'apparition de cette théorie, le changement technique était supposé être une variable exogène, c'est-à-dire indépendante des activités économiques et/ou il n'y avait pas d'explication économique susceptible d'expliquer  pourquoi il survenait. La théorie de la croissance endogène qui explique pourquoi les firmes innovent, débute avec un article de 1986 de Paul Romer qui emprunte au modèle d'apprentissage par la pratique d'Arrow de 1962. Un modèle qui permet d'éliminer les rendements décroissants,.

### Information économique
Arrow s'est aussi penché sur les problèmes liés à des asymétries d'information sur les marchés. Dans bien des transactions, une partie (usuellement le vendeur) a plus d'information sur le produit vendu que l'autre partie, l'acheteur. L'asymétrie d'information crée des incitations pour la partie la mieux informée à gruger l'autre partie. C'est notamment lui qui a introduit les notions d'aléa moral et de sélection adverse reprises du domaine de l'assurance. Arrow a analysé dans un article de 1963 intitulé Uncertainty and the Welfare Economics of Medical Care, paru dans l'American Economic Review le cas des asymétries d'information dans le domaine médical qui rendent les relations habituelles de marché inefficace. Évoquant cet article au tome six de ses œuvres complètes, il écrit :
| « This paper is one that I cherish higlhy. It represented and attempt at understanding an issue to which standard economic theory was clearly only partly applicable, and it led to the beginnings of a new conceptualisation » | « Ce papier est un que je chéris le plus. Il s'agit d'une tentative de comprendre un cas où la théorie standard est d'évidence applicable seulement en partie, et il constitue les débuts d'une nouvelle conceptualisation » |

### L'analyse de la technologie
Son papier Economic Welfare and the “Allocation of Resources for Invention“ paru dans The Rate and Direction of Inventive Activity (1962) constitue un des fondements de l'analyse économique de la technologie. Pour lui l'investissement dans la recherche ou la connaissance se distingue d'un investissement conventionnel en ce qu'il est indivisible, inappropriable et incertain.

### La discrimination sur le marché du travail
Au début des années soixante-dix Arrow a écrit sur la discrimination sur le marché du travail. Ses travaux constituent trois chapitres de livre collectifs : “Model of Job Discriminiation“ et “Some Mathematical Models of Race Discrimination in the Labor Market“ parus dans Racial Discrimination in Economic Life (1972), et “The theory of Discrimination“ dans Discrimination in the Labor Market (1973). Dans ces articles il s'oppose notamment à la thèse de Gary Becker pour qui la discrimination n'est pas viable en économie de marché. Arrow soutient lui que sous certaines hypothèses, la discrimination peut aboutir à un équilibre stable.

## Publications
- (en) 1949, Bayes and Minimax Solutions of Sequential Decision Problems, avec D. Blackwell et M. A. Girshick, Econometrica
- (en) 1951, Optimal Inventory Policy, avec T. Harris et J. Marschak, Econometrica
- (en) 1951, Mathematical Models in the Social Sciences, in Lerner and Lasswell, éditeurs, Policy Sciences
- (ang) Kenneth J. Arrow, Social Choice and Individual Values, New Haven, New York / Londres, J. Wiley / Chapman & Hall, 1951b, 1re éd. (OCLC 892549124)

Reprinted as: Kenneth J. Arrow, Social Choice and Individual Values, New Haven, Yale University Press, 1963, 2nd éd., 124 p. (ISBN 978-0-300-01364-1, lire en ligne)
- (en) 1951, Alternative approaches to the theory of choice in risk-taking situations, Econometrica, 19 : pp. 404-437
- (en) 1952, The Determination of Many-Commodity Preference Scales by Two- Commodity Comparisons, Metroeconomica
- (fr) 1953, The Role of Securities in the Optimal Allocation of Risk-Bearing, 1953, Econometrie - (in 1963, RES).
- (en) 1953, Hurwicz’s optimality criterion for decision making under ignorance, Technical Report 6, Stanford University
- (en) 1954, Import Substitution in Leontief Models, Econometrica
- (en) 1954, Existence of an Equilibrium for a Competitive Economy, avec Gerard Debreu, Econometrica.
- (en) 1959, Functions of a theory of behaviour under uncertainty, Metroeconomica, 11 : pp. 12-20
- (en) 1959, Rational Choice Functions and Ordering, Economica
- (en) 1959, Toward a Theory of Price Adjustment, in Moses Abramovitz et al., éditeurs. « The Allocation of Economic Resources: Essays in Honor of Bernard Francis Haley », Stanford, Stanford University Press
- (en) 1960, Kenneth J. Arrow, Patrick Suppes et Samuel Karlin, Mathematical models in the social sciences, 1959 : Proceedings of the first Stanford symposium, Stanford (Californie), Stanford University Press, 1960, 365 p. (ISBN 978-0-8047-0021-4)
- (en) 1962, (en) « The Economic Implications of Learning by Doing », Review of Economic Studies, vol. 29,‎ 1962
- (en) 1963, Kenneth J. Arrow, « Uncertainty and the welfare economics of medical care », American Economic Association, vol. 53, no 5,‎ décembre 1963, p. 941–73 (JSTOR 1812044, lire en ligne [archive du 11 mai 2011])
- 1968, (en) Kenneth J. Arrow, « Economic equilibrium », dans Robert K. Merton, David L. Sills (ed.), International Encyclopedia of the Social Sciences, vol. 4, Londres et New York, Macmillan and the Free Press, 1968 (OCLC 310091393), p. 376–88
- 1969, (en) Kenneth J. Arrow, « The organization of economic activity: issues pertinent to the choice of market versus non-market allocations », dans The analysis and evaluation of public expenditures: the PPB system; a compendium of papers submitted to the Subcommittee on Economy in Government of the Joint Economic Committee, Congress of the United States, vol. 1, Washington, United States Government Publishing Office, 1969 (OCLC 26897), p. 47–64
- Kenneth Arrow et Frank Hahn, General competitive analysis, San Francisco, Holden-Day, 1971 (ISBN 978-0-8162-0275-1)
- Kenneth J. Arrow et Leonid Hurwicz, « Decision making under ignorance : essays in honour of G.L.S. Shackle », dans Charles Frederick Carter, J. L. Ford (ed.), Uncertainty and expectations in economics, Oxford / New York, Basil Blackwell / Augustus M. Kelley, 1972 (ISBN 978-0-631-14170-9)
- Kenneth J. Arrow, The limits of organization, New York, Norton, 1974, 86 p. (ISBN 978-0-393-09323-0)
- Kenneth J. Arrow, « Extended sympathy and the possibility of social choice », American Economic Association, vol. 67, no 1,‎ février 1977, p. 219–25 (JSTOR 1815907)

Reprinted as: Kenneth J. Arrow, « Extended sympathy and the possibility of social choice », dans Collected papers of Kenneth J. Arrow, volume 1 : Social Choice and justice, Cambridge (Massachusetts), Belknap Press, 1983a, 229 p. (ISBN 978-0-674-13760-8, lire en ligne)
- (en) Kenneth J. Arrow et Michael D. Intriligator, Handbook of mathematical economics, Amsterdam, New York, Elsevier North-Holland, coll. « Handbook of Economics Series », 1981 (ISBN 978-0-444-86126-9)
- Kenneth J. Arrow, Collected papers of Kenneth J. Arrow, Cambridge, Massachusetts, Harvard University Press:

Kenneth J. Arrow, Collected papers of Kenneth J. Arrow, volume 1 : Social Choice and justice, Cambridge (Massachusetts), Belknap Press, 1983a, 229 p. (ISBN 978-0-674-13760-8, lire en ligne)
Kenneth J. Arrow, Collected papers of Kenneth J. Arrow, volume 2 : General equilibrium, Cambridge (Massachusetts), Belknap Press, 1983b, 307 p. (ISBN 978-0-674-13761-5, lire en ligne)
Kenneth J. Arrow, Collected papers of Kenneth J. Arrow, volume 3 : individual choice under certainty and uncertainty, Cambridge (Massachusetts), Belknap Press, 1984a, 274 p. (ISBN 978-0-674-13762-2, lire en ligne)
Kenneth J. Arrow, Collected papers of Kenneth J. Arrow, volume 4 : the economics of information, Cambridge, Massachusetts, Belknap Press, 1984b, 284 p. (ISBN 978-0-674-13763-9, lire en ligne)
Kenneth J. Arrow, Collected papers of Kenneth J. Arrow, volume 5 : production and capital, Cambridge, Massachusetts, Belknap Press, 1985a, 481 p. (ISBN 978-0-674-13777-6, lire en ligne)
Kenneth J. Arrow, Collected papers of Kenneth J. Arrow, volume 6 : applied economics, Cambridge, Massachusetts, Belknap Press, 1985b, 270 p. (ISBN 978-0-674-13778-3, lire en ligne)
- (en) 1988,Kenneth J. Arrow, Philip W. Anderson et David Pines, The economy as an evolving complex system : the proceedings of the evolutionary paths of the global economy workshop, held September, 1987 in Santa Fe, New Mexico, Redwood City, California, Addison-Wesley Pub. Co, 1988, 336 p. (ISBN 978-0-201-15685-0)*(en) 1994, Kenneth J. Arrow, « Methodological individualism and social knowledge (Richard T. Ely Lecture) », American Economic Association, vol. 84, no 2,‎ mai 1994, p. 1–9 (JSTOR 2117792, lire en ligne)
- (en) 2001,Kenneth J. Arrow et Gérard Debreu, Landmark papers in general equilibrium theory, social choice and welfare, Cheltenham, UK Northampton, Massachusetts, USA, Edward Elgar Publishing, 2001 (ISBN 978-1-84064-569-9)
- (en) 2007, Kenneth J. Arrow, Alain Bensoussan, Qi Feng et Suresh P. Sethi, « Optimal Savings and the value of population », PNAS, vol. 104, no 47,‎ 2007, p. 18421–18426 (PMCID 2141792, DOI 10.1073/pnas.0708030104, lire en ligne)
- 2008,(en) Kenneth J. Arrow, « Arrow's theorem », dans Steven N. Durlauf, Lawrence E. Blume (ed.), The new Palgrave dictionary of economics (8 volumes set), Basingstoke, Hampshire New York, Palgrave Macmillan, 2008, 2e éd., 7355 p. (ISBN 978-0-333-78676-5)

Also available online as: Kenneth J. Arrow, « Arrow's theorem », Palgrave Macmillan,‎ 2008, p. 241–245 (DOI 10.1057/9780230226203.0061)
- (en) 2008,(en) The new Palgrave dictionary of economics (8 volume set), Basingstoke, Hampshire New York, Palgrave Macmillan, 2008, 2nd éd., 7355 p. (ISBN 978-0-333-78676-5)

Also available online as: Kenneth J. Arrow, « Hotelling, Harold (1895–1973) », Palgrave Macmillan,‎ 2008, p. 73–75 (DOI 10.1057/9780230226203.0747)
- (en) 2009,Kenneth J. Arrow, « Some developments in economic theory since 1940: an eyewitness account », Wiley, vol. 1,‎ juin 2009, p. 1–16 (DOI 10.1146/annurev.economics.050708.143405)

## Prix, distinctions, fonctions honorifiques
- Récipiendaire de la National Medal of Science (2004, remise par le président George W. Bush), pour ses contributions à la recherche sur les problèmes de prise de décision en information imparfaite dans la prise de risque.
- Médaille John-Bates-Clark (1957)
- Conférence von Neumann (1977
- Membre fondateur de l'Académie pontificale des sciences sociales
- Administrateur de Economists for Peace and Security
- Membre de l'Académie nationale des sciences
- Membre de la Société américaine de philosophie
- Président de la Société d'économétrie (1956)
- Président de l'American Economic Association (1972)